# Gim Allon
Gim Allon, también conocido como Colossal Boy, Leviathan y Micro Lad, es un superhéroe que aparece en libros publicados por DC Comics, principalmente como miembro de la Legión de Super-Héroes en los siglos 30 y 31. Creado por el escritor Jerry Siegel y el artista Jim Mooney, el personaje apareció por primera vez en Action Comics #267 (agosto de 1960).
Ha pasado por una variedad de nombres de superhéroes en las últimas décadas, aunque originalmente (y más comúnmente) Colossal Boy. La similitud de su nombre con el apellido estándar israelí Allon llevó al escritor Paul Levitz en 1980 a identificar al personaje como judío.

## Biografía ficticia

### Continuidad original
Gim Allon fue mutado por un meteorito radiactivo, ganando la habilidad sobrehumana de aumentar su tamaño. Su nombre en clave de superhéroe se convirtió en Colossal Boy. Con la bendición de sus padres, se unió a la Legión de Super-Héroes, convirtiéndose en un miembro de pleno derecho. Estaba enamorado no correspondido de su compañera legionaria Shrinking Violet; este enamoramiento solo regresó cuando Violet fue reemplazada por una impostora que cambia de forma, una Durlan llamada Yera. Los dos estaban casados; cuando se descubrió el engaño, descubrió que todavía estaba enamorado de Yera y siguieron casados. Durante un tiempo, la madre de Colossal Boy, Marte Allon, fue la presidenta de la Tierra.
Durante la "brecha de cinco años" que siguió a las Guerras Mágicas, Gim se unió a la Policía Científica y finalmente nunca regresó a la Legión. La Tierra cayó bajo el control encubierto de los Dominadores y se retiró de los Planetas Unidos. Unos años más tarde, los miembros del Lote SW6 altamente clasificado de Dominadores escaparon del cautiverio. Originalmente, Batch SW6 parecía ser un grupo de clones de legionarios adolescentes, creados a partir de muestras aparentemente tomadas justo antes de la muerte de Ferro Lad a manos del Sun-Eater. Más tarde, se reveló que eran duplicados de la paradoja del tiempo, tan legítimos como sus homólogos más antiguos. Después de que la Tierra fuera destruida en un desastre que recuerda la destrucción de Krypton más de un milenio antes, unas pocas docenas de ciudades sobrevivientes y sus habitantes reconstituyeron su mundo como la Nueva Tierra. Los legionarios SW6 permanecieron, y su versión de Colossal Boy asumió el nombre en clave Leviathan.

### Reinicio de 1994
En 1994, luego de los eventos del crossover Zero Hour, la continuidad original de Legión terminó y su historia se reinició desde el principio. En esta continuidad, Gim Allon era conocido como Leviathan y era de Marte en lugar de la Tierra. Todavía era humano, ya que Marte había sido colonizado por humanos en esta continuidad. Al igual que su contraparte anterior, era un oficial de la Policía Científica a quien se le otorgaron sus poderes después de ser rozado por un meteorito.
Fue el primer líder oficial del equipo, pero renunció después de una misión, luego de la muerte del primer Kid Quantum y al darse cuenta de que Cosmic Boy era más adecuado para el papel. Cosmic Boy lo persuadió para que mantuviera cierto liderazgo como adjunto.
Allon luego se instaló en un triángulo amoroso. Mientras él se enamoraba de Kinetix, Shrinking Violet se enamoraba de él. Esto terminó en tragedia cuando Ojo Esmeralda, por orden de Violet de darle a cada miembro del equipo el deseo de su corazón, lo hizo morir en la batalla con el Doctor Regulus, cumpliendo su deseo de tener una muerte heroica. También transmitió su capacidad de crecer a un tamaño tremendo a Violet.

### Reinicio de 2004
En el relanzamiento de 2004, Gim Allon es miembro de la raza de gigantes creada por Bizarro Brainiac 200 años antes del comienzo del siglo 31. Allon considera que su superpoder es la capacidad de encogerse a seis pies de altura y prefiere el nombre en clave Micro Lad. Aun así, todos los Legionarios, así como el público en general, lo conocen como Colossal Boy. A menudo afecta una manera divertida con sus camaradas, disfrutando el tiempo que pasa con "gente pequeña". Gim es a menudo tanto el primer como el último legionario en una pelea, ya que su tamaño le otorga la capacidad de atacar primero, además de ser útil en las operaciones de limpieza que inevitablemente siguen.
Un villano de Imskian usó el nombre Micro Lad en la continuidad original.

### Post-Crisis Infinita
Los eventos de la miniserie Crisis infinita aparentemente han restaurado la continuidad de un análogo cercano de la Legión Pre- Crisis , como se ve en el arco argumental " The Lightning Saga " en Justice League of America y Justice Society of America, y en arco de la historia de "Superman and the Legion of Super-Heroes" en Action Comics. Colossal Boy está incluido en su número, junto con su esposa Yera (que ha tomado el nombre de Chameleon Girl).
En la secuela de "Watchmen", "Doomsday Clock", Colossal Boy se encuentra entre los miembros de la Legión de Super-Héroes que aparecen en el presente después de que el Doctor Manhattan deshiciera el experimento que borró la Legión de Super-Héroes y la Sociedad de la Justicia de América.

## Poderes y habilidades
Como Colossal Boy o Leviathan, Gim Allon tiene la capacidad de aumentar su tamaño en muchas veces la altura normal, con una fuerza proporcional a la masa. Pero como Gim, posee experiencia en la aplicación de la ley. En el reinicio de 2004 de Legión de Super-Héroes, Micro Lad normalmente tiene un tamaño gigante y puede encogerse hasta seis pies de altura.

## Equipo
Como miembro de la Legión de Super-Héroes, cuenta con su propio anillo de vuelo de la Legión, que le permite volar y sobrevivir en el vacío del espacio y otros entornos peligrosos. Brainiac 5 modificó su anillo para que se agrandara con él, soportando así la masa adicional.

## En otros medios
- Colossal Boy hizo un cameo en el episodio de Liga de la Justicia Ilimitada, "Far From Home".
- Colossal Boy aparece en Legion of Super Heroes, con la voz de Adam Wylie. Tiene un papel menor en la temporada 1, pero tiene un papel recurrente más grande en la segunda temporada.